# Berberis hypokerina
Berberis hypokerina là một loài thực vật có hoa trong họ Hoàng mộc. Loài này được Airy Shaw mô tả khoa học đầu tiên năm 1930.